# 劇場版 假面騎士劍 MISSING ACE
《劇場版 假面騎士劍 MISSING ACE》（日语：劇場版 仮面ライダー剣 MISSING ACE）是日本特攝節目《假面騎士劍》獨立劇場版，日本地區於2004年9月11日上映。
此外日本同步上映《特搜戰隊刑事連者》獨立劇場版《特搜戰隊刑事連者 THE MOVIE Full Blast Action》。

## 本作特色
- 本劇場版將於率先登場劍的皇帝形態
- 本作首次出現三人組成的騎士。
- 本作的時間點位於《假面騎士劍》本篇結束的4年後的不同時間線。

## 登場人物
劍崎一真（椿隆之 飾）
假面騎士Blade的變身者。
橘朔也（天野浩成 飾）
假面騎士Garren的變身者。
相川始（森本亮治 飾）
假面騎士Chalice的變身者。
上城睦月（北條隆博 飾）
假面騎士Leangle的變身者。
廣瀨栞（江川有未 飾)
烏丸啟（山路和弘 飾）
騎士系統的開發者。
栗原天音（梶原光 飾）
白井虎太郎（竹財輝之助 飾）

### 本作登場人物
志村 純一（黒田勇樹 飾）
假面騎士Glaive的變身者。
三輪 夏美（三津谷葉子 飾）
假面騎士Larc的變身者。
禍木 慎（杉浦太雄 飾）
假面騎士Lance的變身者。

## 本作限定登場假面騎士/形態

### 假面騎士巨劍
假面騎士Glaive （仮面ライダーグレイブ）
變身者：志村純一
- 於另一個平行時空，劍崎把JOKER(相川始)封印，世界短暫回復了和平。突然再次遭受不死者襲擊，原來世上存在著另一隻JOKER，而GLAIVE的真身正是白Joker。
- 白JOKER偽裝成人類志村純一，應徵BOARD員工成為新世代的幪面超人，其目的是收集散落的四張K卡，融合一張全新的卡VANITY(虛幻)。
- 橘朔也(GARREN)回收本屬於天王路博史的全能A覺醒卡 (地獄犬不死者)後，武器以劍的雷擊為基礎，及以Leangle的腰帶數據為基礎所開發的騎士系統。志村純一通過將全能A覺醒卡填裝入腰帶後變身而成（音效為『OPEN UP』）。

#### 結構
| 結構名稱 | 簡介 |
| 頭部     |      |
| 肩部     |      |
| 胸/背部  |      |
| 手部     |      |
| 腳部     |      |
| 全身     |      |

#### 變身模式
| 型態名稱 | 簡介 | 外觀                                                  | 能力                                       | 必殺技 |
| 通常型態 | 原文： 電影版登場，利用地獄犬不死者卡片「全能A（Change Kerberos）」變身的形態 身高：203cm 體重：100kg 拳擊力： 踢擊力： 跳躍力： 行動速度： | 胸前印有A字標記，以黃色和黑色為主，擁有紅色菱形單眼。 | 無特殊能力，依照不死者卡片原有的能力發揮。 | Gravity Slash（重力魔斬） 使用卡牌Mighty Gravity (全能重力)的效果，配合覺醒巨劍Glaive Rouzer，能斬出重雷的恐怖力量，劃破對手。 |

### 假面騎士短弓
假面騎士Larc （仮面ライダーラルク）
變身者：三輪夏美
- 本是一名普通的辦公室女郎，因不能晉升憤而辭職。不死者無故流落到街上各處，夏美被孔雀不死者襲擊。
- 夏美比一般人更有氣蓋，誓死反抗，志村純一變成Glaive擊退敵人，後招攬成為幪面超人之一。
- 夏美的變身系統是複製全能A覺醒卡 (地獄犬不死者)，武器融合格連的槍擊系統及卡里斯的風之力，通過將全能A覺醒卡填裝入腰帶後變身而成（音效為『OPEN UP』）。
- 為正式第二位登場的女騎士。

#### 結構
| 結構名稱 | 簡介 |
| 頭部     |      |
| 肩部     |      |
| 胸/背部  |      |
| 手部     |      |
| 腳部     |      |
| 全身     |      |

#### 變身模式
| 型態名稱 | 簡介 | 外觀                                                    | 能力                                       | 必殺技                                                                                                 |
| 通常型態 | 原文： 電影版登場，利用不死者卡片「全能A（Change Kerberos）」變身的形態 身高：cm 體重：kg 拳擊力： 踢擊力： 跳躍力： 行動速度： | 胸前印有A字標記，以紫紅色和黑色為主，擁有綠色菱形單眼。 | 無特殊能力，依照不死者卡片原有的能力發揮。 | Ray Bullet（旋光彈） 使用卡牌Mighty Ray (全能旋光）的效果，配合覺醒弓Larc Rouzer，發出快如光速的射線。 |

### 假面騎士長槍
假面騎士Lance （仮面ライダーランス）
變身者：禍木慎
- 本是一名普通的餐廳侍應，無故被辭退，更被孔雀不死獸襲擊。
- 夏美誓死反抗，志村純一變成Glaive擊退敵人，後招攬成為幪面超人之一。
- 慎的變身系統是複製全能A覺醒卡 (地獄犬不死者)，武器以尼高為主開發的騎士系統，通過將全能A覺醒卡填裝入腰帶後變身而成（音效為『OPEN UP』）。

#### 結構
| 結構名稱 | 簡介 |
| 頭部     |      |
| 肩部     |      |
| 胸/背部  |      |
| 手部     |      |
| 腳部     |      |
| 全身     |      |

#### 變身模式
| 型態名稱 | 簡介 | 外觀                                                  | 能力                                       | 必殺技                                                                                              |
| 通常型態 | 原文： 電影版登場，利用不死者卡片「全能A（Change Kerberos）」變身的形態 身高：cm 體重：kg 拳擊力： 踢擊力： 跳躍力： 行動速度： | 胸前印有A字標記，以綠色和黑色為主，擁有橙色菱形單眼。 | 無特殊能力，依照不死者卡片原有的能力發揮。 | Impact Stab（冲擊刺） 使用卡牌Mighty Impact (全能刺擊）的效果，配合覺醒長槍Lance Rouzer，擊倒對手。 |